# クレインヘイスレル・ラースロー
クレインヘイスレル・ラースロー（Kleinheisler László 、1994年4月8日 - ）は、ハンガリー・ボルショド・アバウーイ・ゼンプレーン県カジンツバルツィカ出身のプロサッカー選手。ハンガリー代表。ギリシャ・スーパーリーグ・パナシナイコス所属。ポジションは、ミッドフィールダー。

## クラブ経歴

### ヴィデオトン
2013年、ヴィデオトンFCに移籍。7月のソンバトヘイ・ハラダーシュ戦でネムゼティ・バイノクシャーグIで初出場、さらに初ゴールを挙げ2-0の勝利に貢献した。 
2014–2015シーズン、クレインヘイスレルのプレー時間はヴィデオトンFCで11試合・370分、プスカシュ・アカデーミアFCで12試合911分にとどまっていた。2015年7月、クレインヘイスレルはヴィデオトンとの契約更新を拒否したが、このためにリザーブに格下げされた。8月、ポーランド・エクストラクラサのシロンスク・ヴロツワフからオファーがあったがクラブはこれを拒否した。

### ヴェルダー・ブレーメン
2016年1月、ヴェルダー・ブレーメンに3年半契約で移籍。同月のヘルタ・ベルリン戦でブンデスリーガデビュー。

#### SVダルムシュタット98
2016年8月、SVダルムシュタット98に1年間のレンタル移籍。

#### フェレンツヴァーロシュ
2017年1月20日、フェレンツヴァーロシュTCへシーズン終了までのレンタル移籍。

### アスタナ
2017年6月20日、FCアスタナへレンタル移籍。その後完全移籍となった。

### オシエク
2019年1月16日、3年半の契約でNKオシエクへ移籍。

## 代表歴
2015年11月、UEFA EURO 2016予選プレーオフ・ノルウェー代表戦をひかえるハンガリー代表に招集された。クレインヘイスレルは2015-16シーズンのネムゼティ・バイノクシャーグIで1試合しか出場していなかったこともありこのチョイスは驚きを持って迎えられた。メンバー発表から6日後に行われた試合で、クレインヘイスレルはゴールを奪い1-0の勝利に貢献した。
UEFA EURO 2016本戦のメンバー23人にもその名を連ねた。グループF初戦のオーストリア代表戦では先制点となるサライ・アーダームのゴールをアシスト、この試合のマンオブザマッチに選出された。
UEFA EURO 2024に選出

### ゴール
| #  | 年月日         | 会場                       | 対戦相手   | スコア | 結果 | 大会                          |
| -- | -------------- | -------------------------- | ---------- | ------ | ---- | ----------------------------- |
| 1. | 2015年11月12日 | ウレヴォール・スタディオン | ノルウェー | 0–1    | 0–1  | UEFA EURO 2016予選プレーオフ  |
| 2. | 2018年9月11日  | グルパマ・アレーナ         | ギリシャ   | 2–1    | 2–1  | UEFAネーションズリーグ2018-19 |
| 3. | 2021年3月31日  | エスタディ・ナシオナル     | アンドラ   | 3–0    | 4–1  | 2022 FIFAワールドカップ予選   |